# 1916 au Québec
Cet article traite des événements survenus en 1916 au Québec. 

## Événements

### Janvier
- 7 janvier : un groupe de Franco-Ontariens investit l'école Guigues et permet à des institutrices, les sœurs Desloges, de pouvoir y entrer. Celles-ci s'étaient vues privées de leur certificat d'enseignement pour avoir enseigné le français à l'école et ainsi contrevenu au Règlement 17[1].
- 11 janvier : ouverture de la quatrième session de la 13e législature (en)[2].
- 12 janvier : lors d'un discours controversé à l'Assemblée législative, le député nationaliste Armand Lavergne déclare qu'il est plus honorable de défendre la langue française en Ontario que d'aller défendre l'Angleterre dans les tranchées de France[3].
- 14 janvier : premier appel interurbain Montréal-Vancouver[4].
- 20 janvier : dans son discours du budget, Walter Mitchell annonce des dépenses de 9 488 000 $ pour l'année en cours. Le surplus est d'environ 200 000 $[2].
- 31 janvier : une manifestation d'enfants à Ottawa réclame justice pour les enseignants franco-ontariens, qui n'ont pas reçu de salaire depuis 1914 et la mise en vigueur du Règlement 17[5].

### Février
- 3 février : le Parlement d'Ottawa est rasé par un incendie faisant 7 morts. Le feu s'est déclaré dans la salle de lecture et s'est propagé à une vitesse foudroyante. Les pertes sont évaluées à 4 000 000 $. Les causes semblent être criminelles[6].
- 8 février : les députés fédéraux reprennent leurs délibérations au Victoria Museum d'Ottawa, un musée d'Histoire naturelle[7].
- 9 février : le premier ministre canadien Robert Borden et le chef libéral Wilfrid Laurier s'entendent pour retarder l'élection fédérale jusqu'en octobre 1917[8].
- 21 février : Henri-Edgar Lavigueur est élu maire de Québec lors de l'élection municipale[9].
- 29 février - Le gouvernement Gouin refuse aux femmes le droit de pratiquer le droit au Québec[10].

### Mars
- 1er mars : la Gare Bonaventure de Montréal est rasée par un incendie[11].
- 4 mars - Le Théâtre Saint-Denis est inauguré à Montréal[12].
- 16 mars : la session est prorogée[13].
- 30 mars : les Canadiens de Montréal remportent la première Coupe Stanley de leur histoire face aux Rosebuds de Portland[14].

### Avril
- 3 avril : Médéric Martin est réélu maire de Montréal par 10 000 voix de majorité[15].
- 13 avril : le premier ministre Lomer Gouin annonce des élections générales pour le 22 mai[16].

### Mai
- 3 mai : Armand Lavergne annonce qu'il ne se représente pas à l'élection provinciale[17].
- 11 mai : à Ottawa, une motion du député libéral Ernest Lapointe demandant au gouvernement ontarien de légaliser de nouveau l'instruction en langue française dans cette province est rejetée par 17 voix de majorité[18].
- 22 mai : le Parti conservateur de Philémon Cousineau est balayé lors de l'élection provinciale. Le Parti libéral de Lomer Gouin remporte 72 circonscriptions contre seulement 7 pour les conservateurs. Cousineau est même battu dans sa circonscription de Jacques-Cartier[19].

### Juin
- 1er juin : le président du Sénat du Canada, Philippe Landry, annonce sa démission afin, dit-il, de se consacrer plus à fond à la défense des Franco-Ontariens[20].

### Août
- 10 août : inauguration de la Gare du Palais à Québec[21].
- 23 août : une assemblée de recrutement à la Place d'Armes de Montréal est perturbée par la foule et se transforme en manifestation anti-conscriptionniste[22].

### Septembre
- 11 septembre : dans la matinée, la travée centrale du pont de Québec que l'on est en train de hisser s'effondre dans le fleuve Saint-Laurent, faisant 12 morts et de nombreux blessés[23].
- 15 septembre : les troupes canadiennes s'emparent de Courcelette dans le cadre de la bataille de la Somme[24].

### Octobre
- 9 octobre : une délégation ontarienne d'hommes d'affaires invitée par la Chambre de commerce visite Montréal. Ce voyage de Bonne Entente est fait dans le but de rétablir une certaine concorde entre les deux provinces[25].
- 24 octobre - Un incendie fait 14 morts à l'Hôpital Sainte-Élisabeth de Farnham[26].

### Novembre
- 1er novembre
  - Le roman Maria Chapdelaine de Louis Hémon sort en librairie[26].
  - Le code municipal de la ville de Québec entre en vigueur[27].
- 2 novembre : le Conseil privé de Londres statue que le Règlement 17 est légal[28].
- 7 novembre : ouverture de la première session de la 14e législature (en). Antonin Galipeault est élu orateur. Arthur Sauvé devient chef de l'opposition et succède à Philémon Cousineau à la tête du Parti conservateur[2].
- 17 novembre : Walter Mitchell annonce un budget équilibré de 9 300 000 $ pour l'année en cours[2].

### Décembre
- 1er décembre : l'Assemblée législative adopte une loi permettant aux automobilistes de rouler à 16 milles à l'heure dans les villes et à 25 milles dans les villages[29].
- 22 décembre : la session est prorogée[16].
- 23 décembre - L'hôpital Saint-Julien, situé à Saint-Ferdinand, est détruit par un incendie, faisant 46 victimes[26].
- 27 décembre : le monastère des Frères Trappistes à Oka est rasé par un incendie[30].

## Naissances
- 11 janvier - Fred Thurier (joueur de hockey)  († 20 novembre 1999)
- 18 février - Jean Drapeau (maire de Montréal) († 12 août 1999)
- 8 avril Raymond Cayouette (ornithologue) († 2006)
- 16 avril
  - Denis Drouin (acteur) († 27 avril 1978)
  - Roger Duhamel (écrivain) († 12 août 1985)
- 23 avril - Albert Lemieux (homme d'affaires et homme politique) († 12 août 2003)
- 1er mai - Glenn Ford (acteur) († 30 août 2006)
- 3 mai - Léopold Simoneau (ténor) († 24 août 2006)
- 14 mai -Réal Benoît (écrivain) († 3 septembre 1972)
- 20 juin - Jean-Jacques Bertrand (ancien premier ministre du Québec) († 22 février 1973)
- 4 juillet - Fernand Leduc (peintre) († 28 janvier 2014)
- 10 juillet - Judith Jasmin (journaliste) († 20 octobre 1972)
- 16 juillet - Lucien Saulnier (homme politique municipal) († 22 juin 1989)
- 1er août - Anne Hébert (écrivaine) († 22 janvier 2000)
- 4 août - Lucien Cliche (homme politique) († 2 juin 2005)
- 11 août - Paul Dupuis (acteur) († 23 janvier 1976)
- 28 août - Hélène Baillargeon (chanteuse) († 25 septembre 1997)
- 10 septembre - Pierre Baillargeon (journaliste) († 15 août 1967)
- 29 novembre -Nicole Germain (animatrice) († 11 février 1994)
- 6 décembre - Lomer Brisson (avocat et homme politique) († 5 janvier 1981)
- 7 décembre - Jean Carignan (violoniste) († 16 février 1988)
- 10 décembre - André Giroux (écrivain) († 28 juillet 1977)
- 19 décembre - Albert Malouf (homme de loi) († 8 avril 1997)
- 20 décembre - Michel Chartrand (syndicaliste) († 12 avril 2010)

## Décès
- 12 mai - Joseph-Aldéric Ouimet (avocat et homme politique) (º 20 mai 1848)
- 29 mai - Louis-Alphonse Boyer (homme d'affaires et homme politique) (º 31 mai 1839)
- 18 juillet - Milton McDonald (agriculteur et homme politique) (º 21 novembre 1848)
- 27 août - Napoléon Bourassa (architecte et peintre) (º 21 octobre 1827)
- 23 novembre William Warren Lynch (avocat, juge et homme politique) (º 30 septembre 1845)